# Teleraadsel
Teleraadsel was een wekelijks spelprogramma van ongeveer 10 minuten dat in het televisieseizoen 1978-1979 op de vaste zaterdagavond door de TROS werd uitgezonden en werd gepresenteerd door Andreas van der Schaaf. Het programma bestond uit twee gedeelten. Na het achtuurjournaal kregen de kijkers van Andreas van der Schaaf een puzzelopgave en bij een juiste uitwerking daarvan kwam daarbij een telefoonnummer tevoorschijn. Er werd ingezoomd op een oranje telefoon op het bureau van Andreas van der Schaaf en de muziek van het nummer "Spiral" van Vangelis maakt het extra spannend. Welke kijker als eerste dat nummer belde kreeg Andreas van der Schaaf aan de lijn en dan mocht de winnaar naar de studio komen in het tweede deel van het programma. Dat tweede deel was voor het laatste journaal en daar werd door de winnaar de puzzel opnieuw gemaakt maar nu voor de andere kijkers. De winnaar kreeg een prijs mee naar huis. 
Berucht was de eerste aflevering van 7 oktober 1978. Om het Teleraadsel van die avond op te lossen, kregen de kijkers de suggestie om met een vilt- of lippenstift op de beeldbuis te tekenen. Na afloop vroegen die kijkers zich af hoe ze hun beeldschermen weer schoon zouden moeten krijgen.
TROS Teleraadsel kan in retrospectief worden gezien als een voorloper van interactieve televisie. Het programma voldeed tot op zekere hoogte aan de kriteria, waarin zowel zender als ontvanger (na een oproep op televisie via de telefoon) tweewegcommunicatie met elkaar hebben. Veel meer dan in die vorm werken was in 1978 in de praktijk niet mogelijk. Daarvoor waren de technische mogelijkheden indertijd te beperkt. 